# Asseliano
| Periodo                                                                                    | Epoca               | Piano          | Età (Ma)      |
| ------------------------------------------------------------------------------------------ | ------------------- | -------------- | ------------- |
| Triassico                                                                                  | Triassico inferiore | Induano        | Più recente   |
| Permiano                                                                                   | Lopingiano          | Changhsingiano | 254,14 ± 0,07 |
| Permiano                                                                                   | Lopingiano          | Wuchiapingiano | 259,51 ± 0,21 |
| Permiano                                                                                   | Guadalupiano        | Capitaniano    | 264,28 ± 0,16 |
| Permiano                                                                                   | Guadalupiano        | Wordiano       | 266,9 ± 0,4   |
| Permiano                                                                                   | Guadalupiano        | Roadiano       | 274,4 ± 0,4   |
| Permiano                                                                                   | Cisuraliano         | Kunguriano     | 283,3 ± 0,4   |
| Permiano                                                                                   | Cisuraliano         | Artinskiano    | 290,1 ± 0,26  |
| Permiano                                                                                   | Cisuraliano         | Sakmariano     | 293,52 ± 0,17 |
| Permiano                                                                                   | Cisuraliano         | Asseliano      | 298,9 ± 0,15  |
| Carbonifero                                                                                | Pennsylvaniano      | Gzheliano      | Più antico    |
| Suddivisione del Permiano secondo la Commissione internazionale di stratigrafia dell'IUGS. |                     |                |               |

Nella scala dei tempi geologici l'Asseliano è il primo dei quattro piani in cui è suddiviso il Cisuraliano, la prima delle tre epoche che costituiscono il periodo Permiano.
L'Asseliano va da 299,0 ± 0,8 a 294,6 ± 0,8 milioni di anni fa (Ma). È preceduto dallo Gzheliano (ultimo piano del Carbonifero) e seguito dal Sakmariano.

## Etimologia
Il piano Asseliano fu introdotto nella letteratura scientifica nel 1954 dallo stratigrafo russo V.E. Ruzhenchev che lo differenziò dall'Artinskiano, che fino a quel momento comprendeva la maggior parte del Permiano Inferiore.
Il nome Asseliano deriva dal fiume Assel, che scorre nei monti Urali del Kazakistan.

## Definizioni stratigrafiche e GSSP
La base dello piano Asseliano è posizionata allo stesso livello di quella del Cisuraliano e dell'intero Permiano.
È definita dall'orizzonte stratigrafico in cui fa la prima comparsa il conodonte Streptognathodus isolatus negli strati fossili.
Il limite superiore dell'Asseliano (nonché base del successivo Sakmariano) è fissato alla prima comparsa del conodonte Streptognathodus postfusus.

### GSSP
IL GSSP, il profilo stratigrafico di riferimento della Commissione Internazionale di Stratigrafia, fu proposto da Davydov ed è localizzato nella valle del fiume Aidaralash, presso Aqtöbe, nei monti Urali del Kazakistan.

## Suddivisioni
Il piano Asseliano contiene cinque biozone di conodonti:
- zona dello Streptognathodus barskovi
- zona dello Streptognathodus postfusus
- zona dello Streptognathodus fusus
- zona dello Streptognathodus constrictus
- zona dello Streptognathodus isolatus